# Xylodromus affinis
Xylodromus affinis (лат.) — вид жуков-стафилинид из подсемейства Omaliinae.
Длина взрослых жуков 3,0—3,2 мм. Голова большая, по ширине почти равна переднеспинке. Усики тонкие, в основном чёрно-бурые. Понтийско-кавказский вид (Астраханская область). Нидиколы: обитают в норах грызунов (хомяков, сусликов, мышей).